# Crying in the Club
Crying in the Club è un singolo della cantante statunitense Camila Cabello, pubblicato il 19 maggio 2017.

## Descrizione
Si tratta di un brano pop suonato in chiave di Fa diesis minore a tempo di 85 battiti al minuto. È stato scritto da Camila Cabello, Sia e Benny Blanco e prodotto da Blanco, Happy Perez e Cashmere Cat. Alcuni critici la descrivono come una canzone tropicale. Liricamente, la canzone riguarda temi dei poteri curativi della musica e del mandare via il dolore con il ballo. La canzone contiene delle interpolazioni tratte dal brano Genie in a Bottle di Christina Aguilera, scritto da David Frank, Steve Kipner e Pamela Sheyne. Sia Furler ha eseguito le voci di accompagnamento per la canzone.
Originariamente è stato pubblicato come primo singolo dal suo album di debutto in studio, Camila, allora intitolato The Hurting. The Healing. The Loving. È la prima canzone di Cabello da solista dopo l'abbandono dalle Fifth Harmony. Nonostante sia generalmente ben accolto dalla critica, è riuscito a ottenere solo un successo moderato e quindi non è stato incluso nell'album di debutto.

## Antefatti e pubblicazione
Cabello in precedenza ha collaborato con i produttori Benny Blanco e Cashmere Cat nella canzone di quest'ultimo Love Incredible, registrata a maggio 2016. Dopo l'abbandono di Cabello dalla girlband Fifth Harmony, e dopo anni di scrittura nel suo tempo libero, ha iniziato a scrivere canzoni per il suo album di debutto. Nel novembre 2016, durante una sessione di scrittura con Blanco, la cantautrice Sia ha elaborato l'idea per una demo, ed entrambe hanno composto la canzone. Dopo che Blanco le ha offerto Crying in the Club, Cabello ha riscritto il bridge della canzone e registrato la traccia. "Aveva un messaggio sulla guarigione attraverso il potere della musica", ha detto più tardi, "Quel tema era una parte fondamentale di ciò che volevo per il mio album."
La canzone è stata pubblicata il 19 maggio 2017 nei negozi di musica digitale e servizi di streaming, ed ha seguito diverse collaborazioni musicali di Cabello, tra cui Bad Things con Machine Gun Kelly, che ha raggiunto la top 10 in diverse classifiche di Billboard. Crying in the Club è stata mandata alla contemporary hit radio statunitense il 23 maggio 2017.

## Video musicale
Diretto da Emil Nava, il videoclip è stato pubblicato il 19 maggio 2017. Il video incomincia in bianco e nero con Cabello in piedi contro un muro di mattoni, danzando in mezzo alla nebbia e immergendosi in una vasca mentre canta la canzone I Have Questions, prima di passare a Crying in the Club con la cantante che si rilassa in un club affollato. Il video ha ricevuto recensioni positive. Gil Kaufman di Billboard ha fatto riferimento al concetto di Dr Jekyll e Mr Hyde. Ryan Reed di Rolling Stone ha dichiarato che il video "rispecchia il viaggio emotivo della canzone, che si apre con sequenze in bianco e nero della cantante che piange e si sdraia in una vasca da bagno prima di esplodere con il colore nella discoteca." Ad oggi, il video conta più di 150 milioni di visualizzazioni su YouTube.

## Esibizioni dal vivo
Cabello ha eseguito la canzone dal vivo per la prima volta ai Billboard Music Awards del 2017 il 21 maggio. La cantante ha iniziato la sua esibizione cantando I Have Questions prima di passare a Crying in the Club. Ha eseguito la canzone anche a Britain's Got Talent il 31 maggio, e agli iHeartRadio Much Music Video Awards 2017 il 18 giugno. Cabello si è esibita in una versione acustica al The Tonight Show Starring Jimmy Fallon il 22 giugno. Mike Wass di Idolator l'ha considerata "la sua migliore esibizione dal vivo".

## Tracce
1. Crying in the Club – 3:36 (Camila Cabello, Sia Furler, Benjamin Levin, Magnus August Høiberg, Nathan Perez, David Frank, Steve Kipner, Pamela Sheyne)

## Classifiche

### Classifiche settimanali
| Classifica (2017) | Posizione massima |
| ----------------- | ----------------- |
| Australia         | 39                |
| Austria           | 49                |
| Bulgaria          | 3                 |
| Germania          | 51                |
| Irlanda           | 51                |
| Italia            | 86                |
| Nuova Zelanda     | 42                |
| Paesi Bassi       | 57                |
| Regno Unito       | 48                |
| Svezia            | 58                |
| Svizzera          | 45                |

### Classifiche di fine anno
| Classifica (2017) | Posizione |
| ----------------- | --------- |
| Brasile           | 167       |